# Arrabalde
Arrabalde ist ein nordspanischer Ort und eine Gemeinde (municipio) mit 194 Einwohnern (Stand: 2024) in der Provinz Zamora in der Autonomen Gemeinschaft Kastilien-León.

## Lage
Der Ort Arrabalde liegt am Ufer des Flüsschens Eria in einer Höhe von etwa 775 Metern ü. d. M. Die Entfernung nach Benavente beträgt etwa 24 Kilometer (Fahrtstrecke) in südöstlicher Richtung; die Stadt Astorga liegt etwa 50 Kilometer nordwestlich.

## Bevölkerungsentwicklung
| Jahr      | 1960 | 1970 | 1981 | 1991 | 2000 | 2014 |
| Einwohner | 826  | 634  | 513  | 464  | 391  | 262  |

Im 19. Jahrhundert lag die Einwohnerzahl der Gemeinde meist bei weit über 1.000 Personen. Aufgrund der Mechanisierung der Landwirtschaft fehlten jedoch Arbeitsplätze, was die Landflucht vorantrieb.

## Wirtschaft
Bis zur Mitte des 20. Jahrhunderts lebten die meisten Bewohner der Gemeinde als Selbstversorger von der Feldwirtschaft und von der Viehzucht. In den letzten Jahrzehnten des 20. Jahrhunderts ist der Jagd- und Angeltourismus als Einnahmequelle hinzugekommen; darüber hinaus werden viele leerstehende Häuser als Ferienwohnungen (casas rurales) vermietet.

## Geschichte
Auf dem Gemeindegebiet stehen die Überreste eines megalithischen Großsteingrabes aus der Zeit um 3500 bis 4000 v. Chr.; ein weiterer bedeutender Grabfund stammt aus keltischer oder keltiberischer Zeit. Römer, Westgoten und Mauren waren wohl ebenfalls in der Gegend, haben jedoch nur spärliche archäologische Spuren hinterlassen. Die Pfarrkirche stammt aus dem 15./16. Jahrhundert.

## Sehenswürdigkeiten

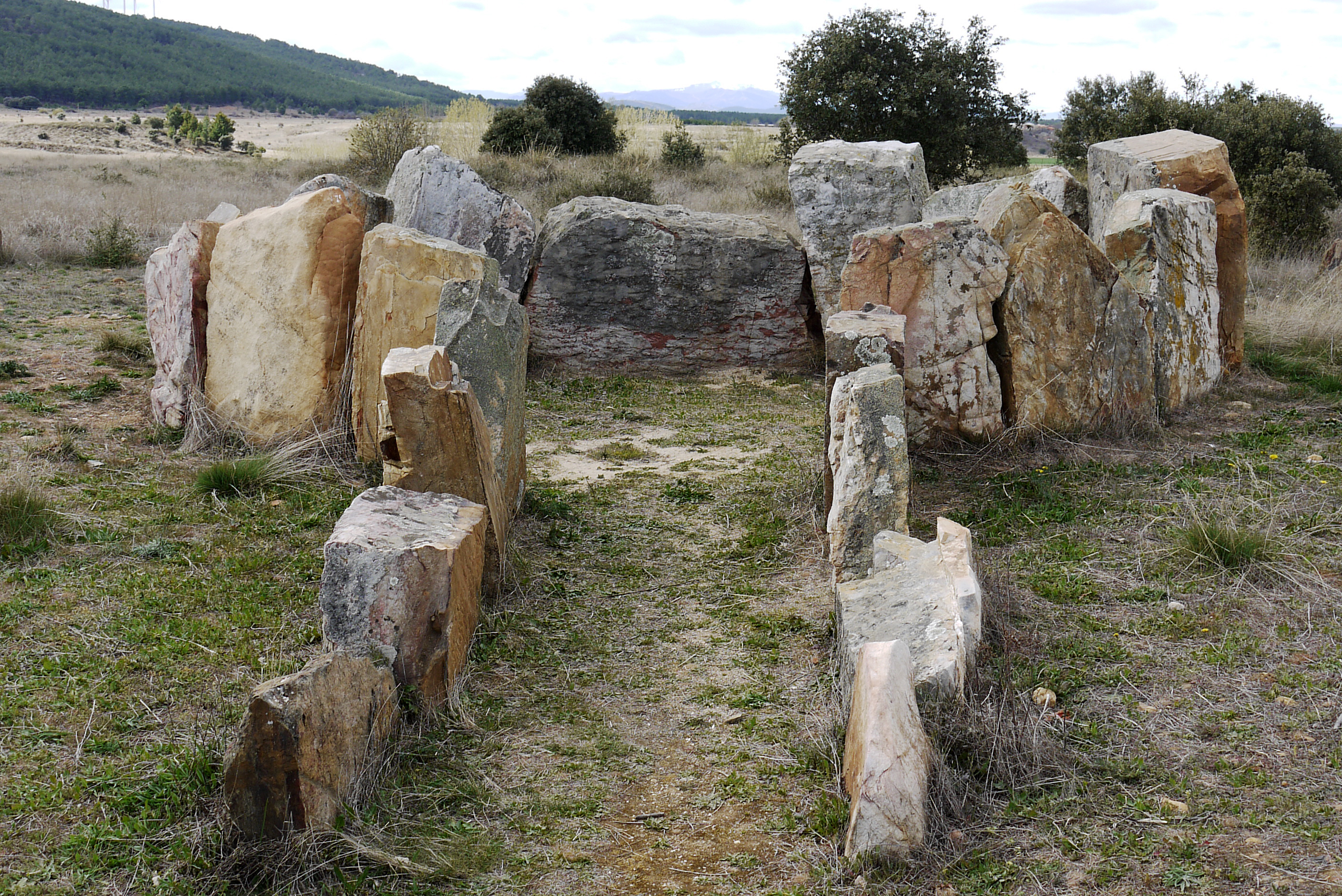
Dolmen Casetón de los Moros

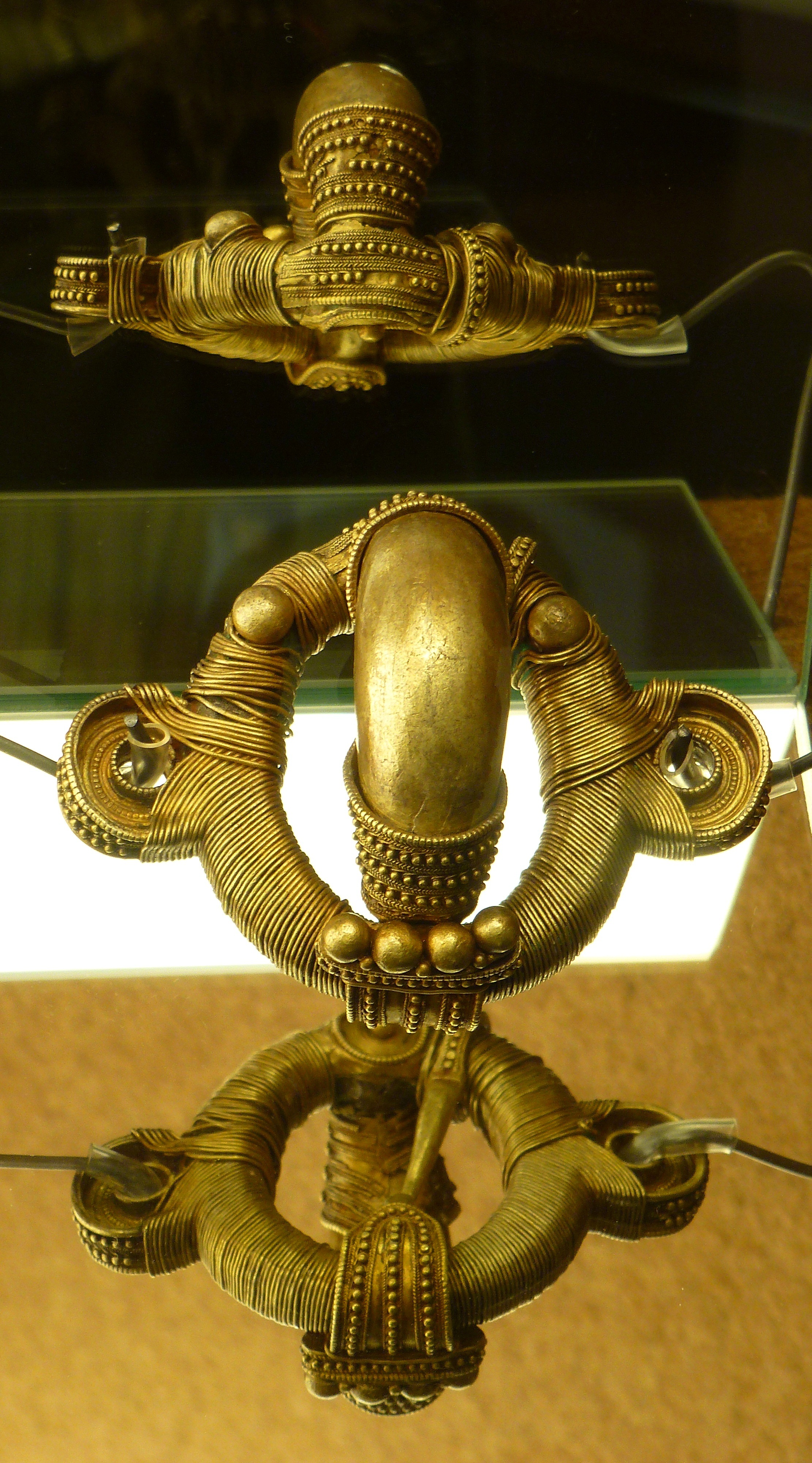
Keltische Fibel

- Der Casetón de los Moros genannte Dolmen befindet sich etwa einen Kilometer nördlich des Ortes. Die Decksteine und der oberhalb befindliche Erdhügel (tumulus) sind bereits seit langem verschwunden; nur fünf Orthostaten der Grabkammer sind original erhalten, die übrigen Steine wurden anhand der Ausgrabungsbefunde ergänzt. Der Gang weist – wie üblich – in Richtung Südosten, also in Richtung des Sonnenaufgangs zur Zeit der Wintersonnenwende. Das Monument ist eines der wenigen Zeugnisse aus der Zeit der Megalithkulturen in der Provinz Zamora; die anderen finden sich ebenfalls in den Carpurias-Hügeln.
- Aus keltischer Zeit (ca. 600 bis 150 v. Chr.) stammt das ca. einen Kilometer südwestlich des Ortes gelegene befestigte Siedlung des Castro de Las Labradas. In den Jahren 1980 und 1988 wurden dort Ausgrabungen unternommen, bei denen eine vergoldete Bronzefibel zutage kam. Sie befindet sich heute im Museo de Zamora in Zamora.
- Die Pfarrkirche (Iglesia de San Salvador) ist ein aus Bruchsteinen errichteter Bau des 15. oder 16. Jahrhunderts. Sie hat eine halbrunde fensterlose Apsis, einen über eine Steintreppe erreichbaren Glockengiebel (espadaña) und eine holzsäulengestützte offene Vorhalle (portico) auf der Nordseite.